# Chiesa dei Santi Pietro e Paolo (Inarzo)
La chiesa dei Santi Pietro e Paolo è la parrocchiale di Inarzo, in provincia di Varese ed arcidiocesi di Milano; fa parte del decanato di Azzate.

## Storia
La prima citazione di una chiesa ad Inarzo risale al 1300 circa ed è da ricercare nel Liber Notitiae Sanctorum Mediolani di Goffredo da Bussero.
Nel Liber seminarii del 1564 si legge che Inarzo era una retorica inserita nella pieve foraniale di Brebbia.
Negli anni 1670 iniziò la costruzione dell'attuale parrocchiale, sorta accanto alla precedente cappella; nel 1683 il cardinale Federico Visconti, compiendo la sua visita, trovò la nuova chiesa completata. La consacrazione venne impartita nel 1698 dall'arcivescovo di Milano cardinal Federico Caccia.
Nella relazione della visita pastorale del 1748 dell'arcivescovo Giuseppe Pozzobonelli si legge che il clero a servizio della cura d'anime era costituito dal parroco e da altri tre preti, che nella chiesa avevano sede la Scuola della Dottrina Cristiana e le confraternite del Santissimo Sacramento e del Santissimo Rosario e che i fedeli erano 452, scesi a 430 nel 1779.
Nel 1822 il campanile subì un intervento di ristrutturazione e nel 1870 la chiesa fu oggetto di un ampliamento, con il quale andò ad inglobare parte della vecchia chiesetta; in quell'occasione fu edificata la sagrestia.
Dalla relazione della visita condotta dall'arcivescovo Andrea Carlo Ferrari nel 1898 s'apprende che i parrocchiani erano 1057 e che nella chiesa parrocchiale, che aveva come filiali la cappella della Conversione di San Paolo a Bernate, avevano sede la confraternita del Santissimo Sacramento, la Pia Unione delle Figlie di Maria, la Compagnia di San Luigi Gonzaga, la Congregazione del Terz'Ordine di San Francesco d'Assisi e la Sacra Lega Eucaristica.
Nel 1912 la chiesa fu consacrata dal suddetto arcivescovo di Milano Andrea Carlo Ferrari.
Da secoli inserita nel vicariato di Besozzo, nel 1974, in ottemperanza al decreto emanato dell'arcivescovo Giovanni Colombo il 2 maggio dello stesso anno, la chiesa passò al decanato di Azzate.

## Descrizione

### Facciata
La facciata della chiesa è spartita da una cornice marcapiano in due registri, entrambi tripartito da quattro lesene; l'ordine inferiore presenta il portale, che è architravato, e, ai lati di quest'ultimo, le due nicchie che ospitano altrettante statue raffiguranti i Santi Pietro e Paolo, mentre quello superiore è caratterizzato da una finestra di forma rettangolare. A coronare il tutto è il timpano, all'interno del quale vi è la scritta DOM.

### Interno
L'interno è ad un'unica navata voltata a botte sulla quale s'affacciano due cappelle laterali; a conclusione della chiesa è l'abside di forma semicircolare.
Opere di pregio qui conservate sono il marmoreo altare del Crocefisso, ai lati del quale sono poste le statue di Sant'Agnese e di San Luigi Gonzaga, l'altare della Madonna del Rosario con ai lati le statue di San Giuseppe e del Sacro Cuore di Gesù, l'altare maggiore, realizzato con marmi policromi, e gli affreschi raffiguranti i Quattro Evangelisti, i Santi Pietro e Paolo, Gesù Cristo e il Sacro Cuore.